# Filippo Coarelli

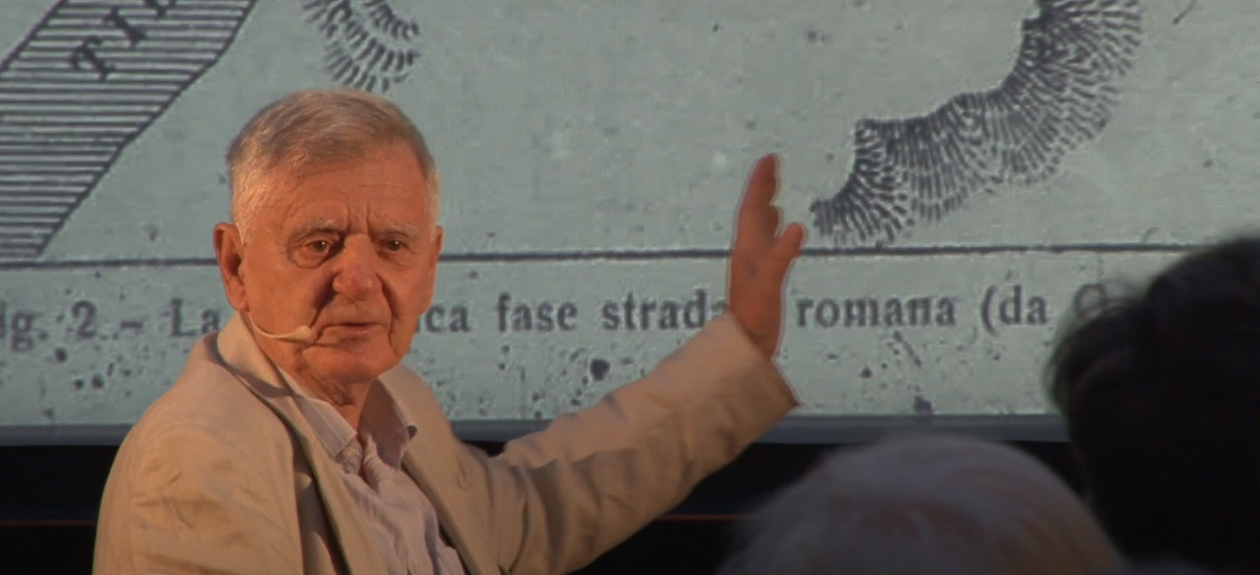
Filippo Coarelli, 2018

Filippo Coarelli (* 9. Juni 1936 in Rom) ist ein italienischer Klassischer Archäologe.

## Leben und Wirken
Filippo Coarelli studierte als Schüler von Ranuccio Bianchi Bandinelli an der Universität La Sapienza in Rom, wo er von 1961 bis 1968 auch als Assistent tätig war. 1968 bis 1973 war er Inspektor der städtischen Antikenverwaltung von Rom. Von 1972 bis 1977 lehrte Coarelli als Professor an der Universität Siena, von 1977 bis zu seiner Emeritierung 2009 als Professor für Griechische und Römische Altertumskunde an der Universität Perugia.
Er ist korrespondierendes Mitglied der Accademia Nazionale dei Lincei, auswärtiges Mitglied der Académie des inscriptions et belles-lettres (2014), korrespondierendes Mitglied (Corresponding Fellow) der British Academy (2003) sowie Mitglied der Academia Europaea (1997).
Seine Forschungsschwerpunkte sind die römische Frühgeschichte, die Topographie der Stadt Rom und ihrer Umgebung sowie die römische Stadt und Stadtplanung. International bekannt wurde Filippo Coarelli vor allem durch seinen archäologischen Führer durch Rom, der mehrfach aufgelegt und in zahlreiche Sprachen übersetzt wurde.

## Schriften
Monographien
- L’oreficeria nell’arte classica. Fabbri, Mailand 1966.
- Il sepolcro degli Scipioni (= Guide di monumenti. Band 1). SPQR Assessorato Belle Arti e Problemi della Cultura, Rom 1972.
- Die Goldschmiedekunst in der Antike. In: Kostbarkeiten der Goldschmiedekunst. Schuler, München 1974. Sonderausgabe Ed. Atlantis, Zürich 1988, ISBN 3-7611-0718-8.
- Guida archeologica di Roma. Mondadori, Verona 1974.
  - deutsch: Rom. Ein archäologischer Führer. Herder, Freiburg 1975 (Neuausgaben 1981 und 1989). Neubearbeitung von Ada Gabucci. von Zabern, Mainz 2000, ISBN 3-8053-2685-8 (Neuausgabe 2019, unvollständige Neuausgabe 2013).
- Roma. Mondadori, Mailand 1974.
  - deutsch: Rom. Ebeling, Wiesbaden 1974, ISBN 3-921195-07-1 (Monumente großer Kulturen).
- Roma (= Guide archeologiche Laterza. Band 6). Laterza, Rom/Bari 1980 (5. Auflage 2013).
- mit Annabella Rossi: Templi dell'Italia antica. Touring Club Italiano, Mailand 1980.
- Artisti e artigiani in Grecia. Guida storica e critica. Laterza, Rom/Bari 1980.
- Dintorni di Roma (= Guide Archeologiche Laterza. Band 7). Laterza, Rom/Bari 1981, ISBN 88-420-3312-X (2. Auflage 1993).
- Fregellae. La storia e gli scavi. Edizioni Quasar, Rom 1981.
- Lazio (= Guide archeologiche Laterza. Band 5). Laterza, Rom 1982 (3. Auflage 1993).
- Il Foro Romano. Band 1: Periodo arcaico. Edizioni Quasar, Rom 1983, ISBN 88-85020-44-5.
- Roma sepolta. Curcio, Rom 1984.
- mit Adriano La Regina: Abruzzo, Molise (= Guide archeologiche Laterza. Band 9). Laterza, Rom 1984, ISBN 88-420-2519-4 (2. Auflage 1993).
- mit Mario Torelli: Sicilia (= Guide archeologiche Laterza. Band 13). Laterza, Rom 1984, ISBN 88-420-2407-4 (5. Auflage 2005).
- Il Foro Romano. Band 2: Periodo repubblicano e augusteo. Edizioni Quasar, Rom 1985, ISBN 88-85020-68-2.
- Il monumento di Verrio Flacco nel Foro di Preneste. Circolo Culturale Prenestino „R. Simeoni“, Palestrina 1987.
- I santuari del Lazio in età repubblicana (= Studi NIS archeologia. Band 7). La Nuova Italia Scientifica, Rom 1987.
- Il foro boario. Dalle origini alla fine della repubblica. Edizioni Quasar, Rom 1988, ISBN 88-85020-92-5.
- Da Pergamo a Roma. I Galati nella città degli Attalidi. Edizioni Quasar, Rom 1995, ISBN 88-7140-081-X.
- Revixit Ars. Arte e ideologia a Roma. Dai modelli ellenistici alla tradizione repubblicana. Edizioni Quasar, Rom 1996, ISBN 88-7140-092-5.
- Il Campo Marzio. Dalle origini alla fine della repubblica. Edizioni Quasar, Rom 1997, ISBN 88-7140-106-9.
- La Colonna Traiana. Ed. Colombo, Rom 1999, ISBN 88-86359-34-9.
  - Englische Ausgabe: The column of Trajan. Ed. Colombo, Rom 2000, ISBN 88-86359-37-3.
- Belli e l’antico. Con 50 sonetti di G. G. Belli (= L’eredita dell’antico. Band 7). „L’Erma“ di Bretschneider, Rom 2000.
- La colonna di Marco Aurelio / The column of Marcus Aurelius. Colombo, Rom 2008, ISBN 978-88-86359-97-9.
- Storia dell’arte romana. Band 1: Le origini di Roma. La cultura artistica dalle origini al III secolo a. C. Jaca Book, Mailand 2011, ISBN 978-88-16-60448-3.
  - deutsch: Römische Kunst. Von den Anfängen bis zur mittleren Republik. Philipp von Zabern, Darmstadt, Mainz 2011, ISBN 978-3-8053-4351-0.
- Palatium. Il Palatino dalle origini all’impero. Edizioni Quasar, Rom 2012, ISBN 978-88-7140-478-3.
- Argentum signatum. Le origini della moneta d’argento a Roma (= Studi e materiali. Band 15). Istituto Italiano di Numismatica, Rom 2013, ISBN 978-88-85914-46-9.
- Collis. Il Quirinale e il Viminale nell’Antichità. Edizioni Quasar, Rom 2014, ISBN 978-88-7140-547-6.
- La gloria dei vinti. Pergamo, Atene, Roma. Electa, Mailand 2014, ISBN 978-88-918-0031-2.
- Initia Isidis. L’ingresso dei culti egiziani a Roma e nel Lazio. Agorà & Co., Lugano 2019, ISBN 978-88-89526-44-6.
- Statio. I luoghi dell’amministrazione nell’antica Roma. Edizioni Quasar, Rom 2019, ISBN 978-88-7140-941-2.
- Il Foro Romano. Band 3: Da Augusto al tardo impero. Edizioni Quasar, Rom 2020, ISBN 978-88-5491-023-2.
- Ostia repubblicana. Edizioni Quasar, Rom 2021, ISBN 978-88-5491-167-3.

Herausgeberschaften
- Guida archeologica di Pompei. Mondadori, Mailand 1976.
  - deutsch: Lübbes archäologischer Führer Pompeji. Lübbe, Bergisch Gladbach 1979, ISBN 3-7857-0228-0.
- Fregellae II. Il santuario di Esculapio. Edizioni Quasar, Rom 1986.
- mit Pier Giorgio Monti: Fregellae I. Le fonti, la storia, il territorio. Edizioni Quasar, Rom 1998.
- mit Corrado Fratini: Archeologia e arte in Umbria e nei suoi musei. Electa, Mailand 2001, ISBN 88-435-7509-0.
- Pompei. La vita ritrovata. Magnus, Udine 2002.
  - deutsch: Pompeji. Hirmer, München 2002, ISBN 3-7774-9530-1.
- Gli scavi di Roma 1878–1921 (= Lexicon Topographicum Urbis Romae. Supplementband 2,1). Quasar, Rom 2004. ISBN 88-7097-052-3.
- Gli scavi di Roma 1922–1975 (= Lexicon Topographicum Urbis Romae. Supplementband 2,2). Quasar, Rom 2006. ISBN 88-7140-294-4.
- Rileggere Pompei 1. L’Insula 10 della Regio VI (= Studi della Soprintendenza Archeologica di Pompei. Band 12). L’Erma di Bretschneider, Rom 2006, ISBN 88-8265-343-9.
- Römisches Süditalien und Sizilien. Kunst und Kultur von Pompeji bis Syrakus. Imhof, Petersberg 2007, ISBN 978-3-86568-259-8.
- Divus Vespasianus. Il bimillenario dei Flavi. Electa, Mailand 2009, ISBN 978-88-370-6811-0.
- mit Francesca Diosono und Giuseppina Ghini: Il Santuario di Diana a Nemi. Le terrazze e il ninfeo. Scavi 1989–2009 (= Studia archaeologica. Band 194). L’Erma di Bretschneider, Rom 2013, ISBN 978-88-913-0495-7.
- mit Giovanna Battaglini und Francesca Diosono: Fregellae. Il tempio del Foro e il tempio suburbano sulla Via Latina (= Monumenti Antichi. Band 23 (78)). Verlag Giorgio Bretschneider, Rom 2019, ISBN 978-88-7689-314-8.
- Pompei. La vita ritrovata / Pompeii. A life revealed. Magnus Edizioni, Bologna 2022, ISBN 978-88-7057-295-7.
- mit Eugenio Lo Sardo: Alessandro Magno e l'Oriente. Electa, Mailand 2023, ISBN 978-88-9282-352-5.